# 霍爾蒂·伊斯特萬 (1858年)
瑙吉巴尼奥骑士霍爾蒂·伊斯特萬（匈牙利語：Vitéz nagybányai Horthy István；1858年12月21日—1937年9月22日），奧匈帝國及匈牙利王國騎兵中將。
霍爾蒂出身貴族家庭，他原先在布達佩斯和維也納學習法律，通過國家考試後在父親要求下加入軍隊，他在一次世界大戰中擔任旅長，1916年時因其戰績升為少將，戰後，霍爾蒂積極參與反革命組織，他作為前海軍總司令的弟弟米克洛什帶領國民軍刺史入京後，他在國防部長推薦下在軍隊擔任監察員並於1921年晉升為中將，隨後退役，他從1927年上議院建立直到去世一直擔任索爾諾克縣代表，並出任紳士協會董事會成員。